# 寄木細工

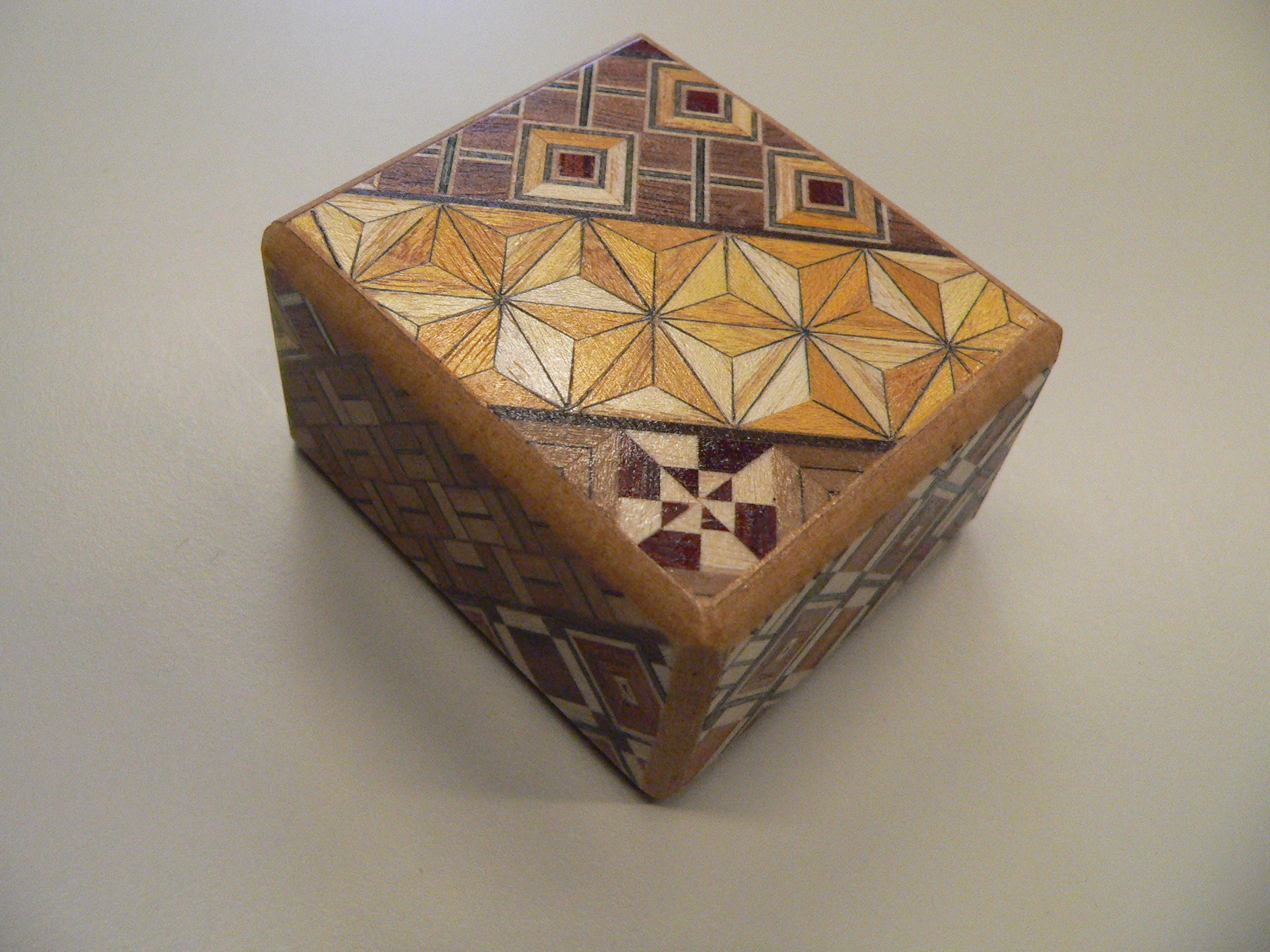
寄木細工の箱

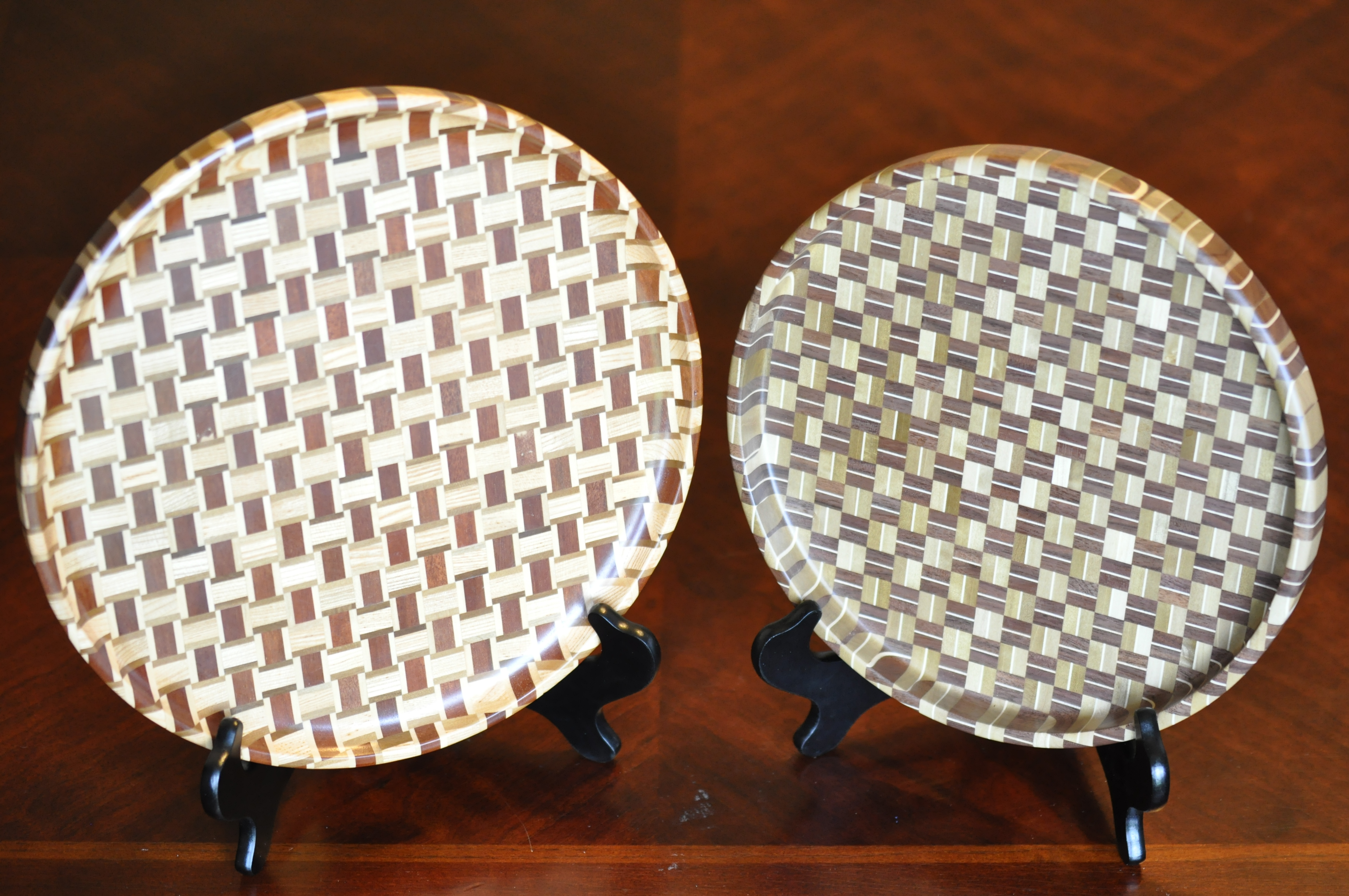
無垢材から製作されたお盆（箱根寄木細工）

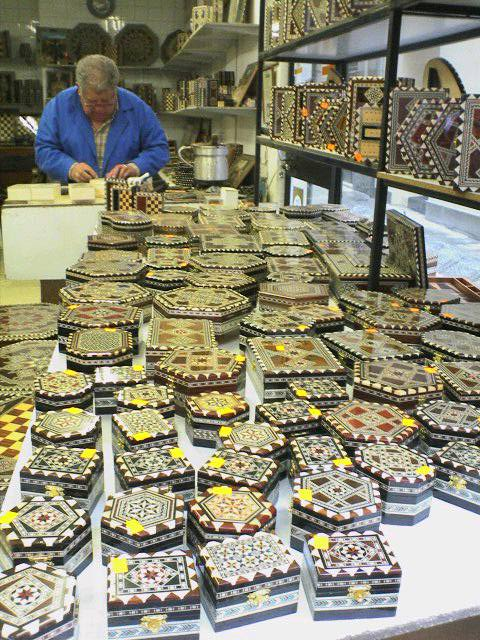
スペイン・グラナダの寄木細工 (es) 屋

寄木細工（よせぎざいく）は、様々な種類の木材を組み合わせ、それぞれの色合いの違いを利用して模様を描く木工技術である。

## 説明
日本においては神奈川県箱根の伝統工芸品として有名であり、200年程の歴史を持つが、箱根寄木細工の起源は古く、平安時代に創始され、石川仁兵衛（いしかわにへい）により作られた。
縞（シマ）、市松、紗綾型（サヤガタ）、麻の葉、マス、矢羽根、青海波など日本の伝統文様を木で寄せた技法である。寄木細工の文様は、年代やメーカーなどによって微妙に異なった風合いがある。毎年正月に開催される箱根駅伝では、往路優勝チームに寄木細工で作られたトロフィーが授与される。
欧米では床板細工などを指すものと捉えられているため、日本のそれとは異なっている。
寄木細工には各地の樹木が利用される。ホオノキ、ニガキ、サクラ、ミズキ、タモなどの雑木、さらに倒木して土に埋まり、数百年が経過して微妙な色合いがついた桂などの埋れ木・神代（ジンダイ）を使用する。地元・箱根山の樹木は植林された人工林が多いため、素材には適さない。伐採したのちに数年間放置して自然乾燥させる。材料選びは赤身が弱いものを小寄木（こよせぎ）、強いものを無垢にし、横挽きして手押し鉋で修正し、縦挽きして尺貫法で1分 - 1分5厘、約3 - 4 ミリメートルと厚さを決める。ねじれ、そりの強い材料は使えない。自動鉋盤で2.5 - 3.65 ミリメートルというように木取りの仕上がりの寸法を決める。

## 木象嵌技法
木象嵌(もくぞうがん)は種々の天然木材を用いて絵画や図柄を表現する木画技術である。  箱根・小田原地方で、明治中期頃新しく開発された糸鋸機械にミシン鋸を着装し、台板に画いた模様にそって挽き抜き、同型に挽き抜いた模様材をはめこんで、絵画や図案を作成する技法である。
まず、一筆書きできる柄を選ぶ。鋸はキリ穴から始まってキリ穴で終わるようにしなければならない。市販されている木の文字などは糸のこ盤で挽かれたものである。定盤を刃の厚み分傾斜させることで、曲がりの少ない丸は嵌め込まれる。これを応用したものが木象嵌（もくぞうがん）である。ぜんまいの板を鏨で割り、これで鋸を作る。さらに特別なやすりで一本一本刃をつくる。最後に背を落とせば、糸に近い繊細な刃ができる。はめる板を地板のはめ込みたい部分に模り、上で接着させて定盤を傾斜させて本挽きすると、はめ込まれる板がピッタリ地板に入る。木くずを落として電熱器で煮た膠をブラシを使って接着させる。この工程を繰り返し、富士山、山水、納屋とはめこまれる。

## 製法
寄木を施した木材から木製品に加工する技法をムク作りという。無垢（むく）材は、広い木端面があればいろいろな木材で接合は可能である。大きな縞のブロックを木工のろくろ、旋盤などを使って立体的な美しい曲面に仕上げ、丸盆、ぐいのみ、なつめなどができる。表面を寄木にして材料を積層にすることで、フロアーなどの床材にも応用できる。小寄木の場合には、傾斜させる治具を使って四角と三角の棒の木片を作る。これで木取りは終わる。
色が異なる各種の木片を複数寄せ合わせて接着剤で止め、幾何学的な模様のある種板を作成する。麻の葉の場合、三角を3つにスジを入れて1つの三角の寄木、単位文様を作る。六角にした寄木を鉋で面一（つらいち）に修正とスジを型板に入れ、万力をかける。そして最後にひし形にして終わる。次に大寄せという工程に入る。この大寄せでは、各単位文様から大きさ、材料の良し悪しを決めていき、バランスの良い小寄木にしていく。
種板の表面を薄く削った物をズクという。ズクは木箱などの他の木製品の表面に貼り、その文様、絵柄を楽しむためのものである。この技法をズク貼りという。小寄木、山水、大名行列などの寄木または木象嵌に埋れ木を施し、湿らせたズク板を鉋で削るのだが、削れ具合があるために硬木と軟木の組み合わせはできない。削った後には万力で重しをかけて乾燥を防ぎ、紙に裏打ちする。これでズク貼りができる。
製法の際に出た木くずは、寄木細工を利用したキーホルダーなどの小物に使われることが多い。

## 製品
例えば市松の中に曲線で扇形を入れる場合、糸鋸で嵌め込む木象嵌と呼ばれる技法が使われる。そのほかたばこ入れなどには引き出す部分が曲線になっており、木製のシャッター（すだれ）のように開き仕組まれたピアノ線から音が鳴るものもある。シャッター部分は木象嵌で、箱のまわりはズクになっている。また、秘密箱とも呼ばれる、木片を引き出してスライドさせる仕掛けを組んで開けにくくした箱などが有名である。ハローキティ人形を寄木とろくろで作ったコラボレーション製品もある。